# Concours administratif en France

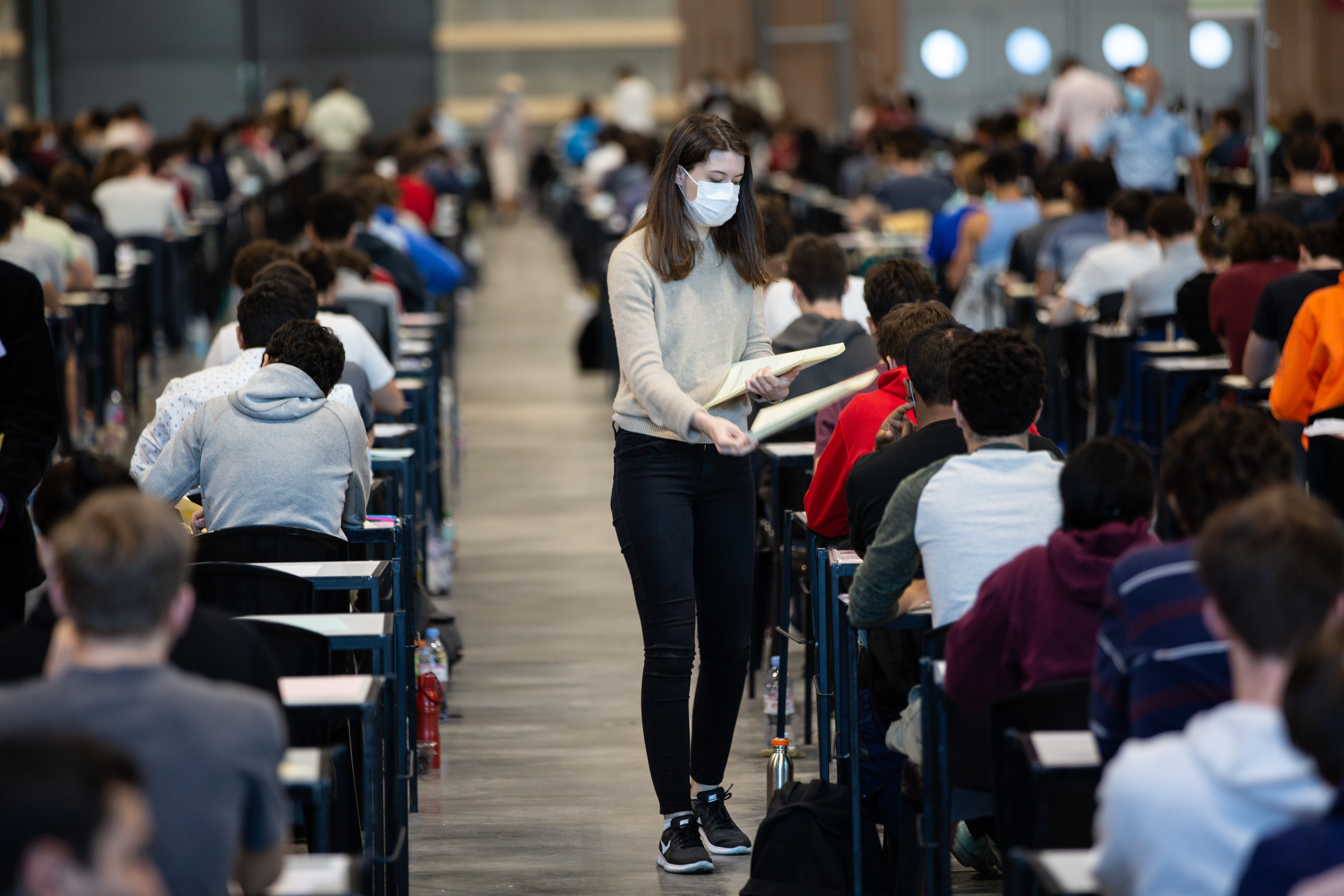
Épreuves écrites du concours d'admission de l'Espci en 2020.

Un concours administratif est l'une des procédures de recrutement de la fonction publique.
Elle se fonde sur le principe de la publicité des informations, de la transparence des procédures, afin d'assurer aux candidats le maximum d'égalité, et au corps qui recrute les meilleurs agents.
La publicité et la transparence consistent dans l'obligation de publier :
- tous les postes à pourvoir avec les profils et les conditions d'accès, toujours publiés par arrêté ministériel[1] ;
- les conditions d'inscriptions, en général définies par un décret ;
- la date et le lieu des épreuves ;
- la composition des jurys, publiée par arrêté ministériel ;
- la liste des candidats admissibles avec leur ordre de classement, puis celle des candidats admis ;
- l'accès au public pour les épreuves orales (mais pas aux délibérations du jury) ;
- la décision du jury qui doit faire l'objet d'un procès-verbal qui est consultable ;
- la nomination des candidats admis aux postes à pourvoir, par décret ministériel.

L'égalité des candidats est assurée par le fait que tous les candidats passent les mêmes épreuves dans les mêmes conditions, qu'ils bénéficient de la même information, et qu'une partie importante des épreuves est corrigée de façon anonyme. En cas d'inégalité, les candidats peuvent contester la validité du concours auprès du Tribunal administratif.
De divers niveaux, les concours administratifs s'adressent aux candidats désireux d'exercer leurs compétences dans le secteur public, plus particulièrement dans la fonction publique. Les métiers accessibles par réussite à un concours administratif sont très diversifiés et s'exercent à différents niveaux de responsabilité.

## Base légale
Les recrutements par concours publics, ou par élection, existaient déjà sous l'Ancien Régime, en particulier pour les places dans les collèges, les grandes écoles et certains emplois publics.
Les concours administratifs actuels sont organisés en exécution de l'article 6 de la Déclaration des droits de l'homme et du citoyen de 1789 qui pose que « Tous les Citoyens étant égaux à ses yeux sont également admissibles à toutes dignités, places et emplois publics, selon leur capacité, et sans autre distinction que celle de leurs vertus et de leurs talents ».
On voit que le but n'est pas seulement la question de justice et d'équité exprimée par l'égalité, mais surtout une question d'efficacité : la volonté pour la République d'attacher à son service les citoyens les plus capables et les plus talentueux. Il faut ajouter qu'ils seront aussi les serviteurs les plus indépendants et les plus dévoués à l'intérêt public, puisqu'il ne devront leur nomination qu'à leur seul mérite, et non à une faveur d'une personne ou d'un groupe particulier dont ils resteraient les obligés.

## Les catégories
Il existe dans la fonction publique d'État trois catégories de fonctionnaires : 
- Catégorie A : fonctions d'encadrement et de direction (concours de l'INSP, concours d'administrateur territorial (INET), d'attaché d'administration de l'État (IRA), d'attaché d'administration territorial, de magistrat, de directeur d'hôpital, d'attaché d’administration hospitalière, d'inspecteur des douanes, d'officier de police ou de gendarmerie, de commissaire de police, de directeur des services pénitentiaires, d'inspecteur du travail, d'inspecteur des finances publiques, d'officier de l'armement, etc.).

- Catégorie B : fonctions dites « d'application » correspondant à un niveau de cadre moyen (concours de secrétaire administratif, de contrôleur des finances publiques, de contrôleur des douanes, de rédacteur territorial, de technicien, d'adjoint des cadres hospitaliers, de secrétaire médical, etc.).
- Catégorie C : fonctions dites « d'exécution » (concours d'agent de constatation des douanes, de surveillant pénitentiaire, d'adjoint administratif, etc.).

## Fonctions publiques
Ces corps ou cadres d'emplois (dénomination statutaire des métiers de fonctionnaires) s'exercent au sein des trois fonctions publiques françaises :
- fonction publique d'État (ministères, préfectures, académies, etc.) ;
- fonction publique territoriale : L'ensemble des collectivités territoriales et leurs établissements publics (de coopération ou autonomes). Par exemple, les conseils régionaux et départementaux, les communes, les communautés de communes et urbaines, etc. ;
- fonction publique hospitalière (hôpitaux, EHPAD, etc.).